# Kim Stanley Robinson
Kim Stanley Robinson (født 25. marts 1952 i Waukegan, Illinois) er en amerikansk science fiction-forfatter, bedst kendt for sin prisbelønnede Mars-trilogi.
I sit forfatterskab beskæftiger Robinson sig jævnligt med temaer som økologi og sociologi, og mange af hans romaner lader til at være direkte resultater af hans egne videnskabelige fascinationer, som eksempelvis femten års forskning og en livslang interesse for planeten Mars, kulminerende med hans bedst kendte romaner.

## Liv og virke
I 1974 blev Robinson bachelor i litteratur fra University of California, San Diego. I 1975 blev han master, svarende til kandidat, i engelsk fra Boston University. I 1982 blev han Ph.d. i engelsk fra University of California, San Diego. Hans doktordisputats, The Novels of Philip K. Dick, blev udgivet i 1984.
Robinson er en enthusiatisk bjergbestiger, hvilket har haft en stærk indflydelse på flere af hans værker, særligt Antarctica, Mars-trilogien, Green Mars (en novelle i The Martians) og Forty Signs of Rain.
Han blev gift med miljøkemikeren Lisa Howland Nowell i 1982; de har to sønner. Robinson har boet i Californien, Washington, DC og Schweiz (i 1980'erne). Han bor nu i Davis, Californien.

## Mars-trilogien
Trilogien er "hård" science fiction og handler om den første kolonisering af Mars, af en gruppe videnskabsfolk og ingeniører. De tre bind i serien er Red Mars, Green Mars og Blue Mars, hvor titlerne markerer de ændringer, der sker med planeten i løbet af bøgerne.
Historien begynder med, at de første Mars-kolonister forlader Jorden i 2027, og dækker de næste tohundrede års fremtidshistorie. Trilogien beskriver udførligt videnskab, sociologi og poltik, og hvordan disse realistisk udvikler sig i løbet af fortællingen.